# Mercedes-AMG SL
Mercedes-AMG SL – samochód sportowy klasy wyższej produkowany przez niemieckie przedsiębiorstwo Mercedes-AMG od 2022 roku.

## Historia i opis modelu

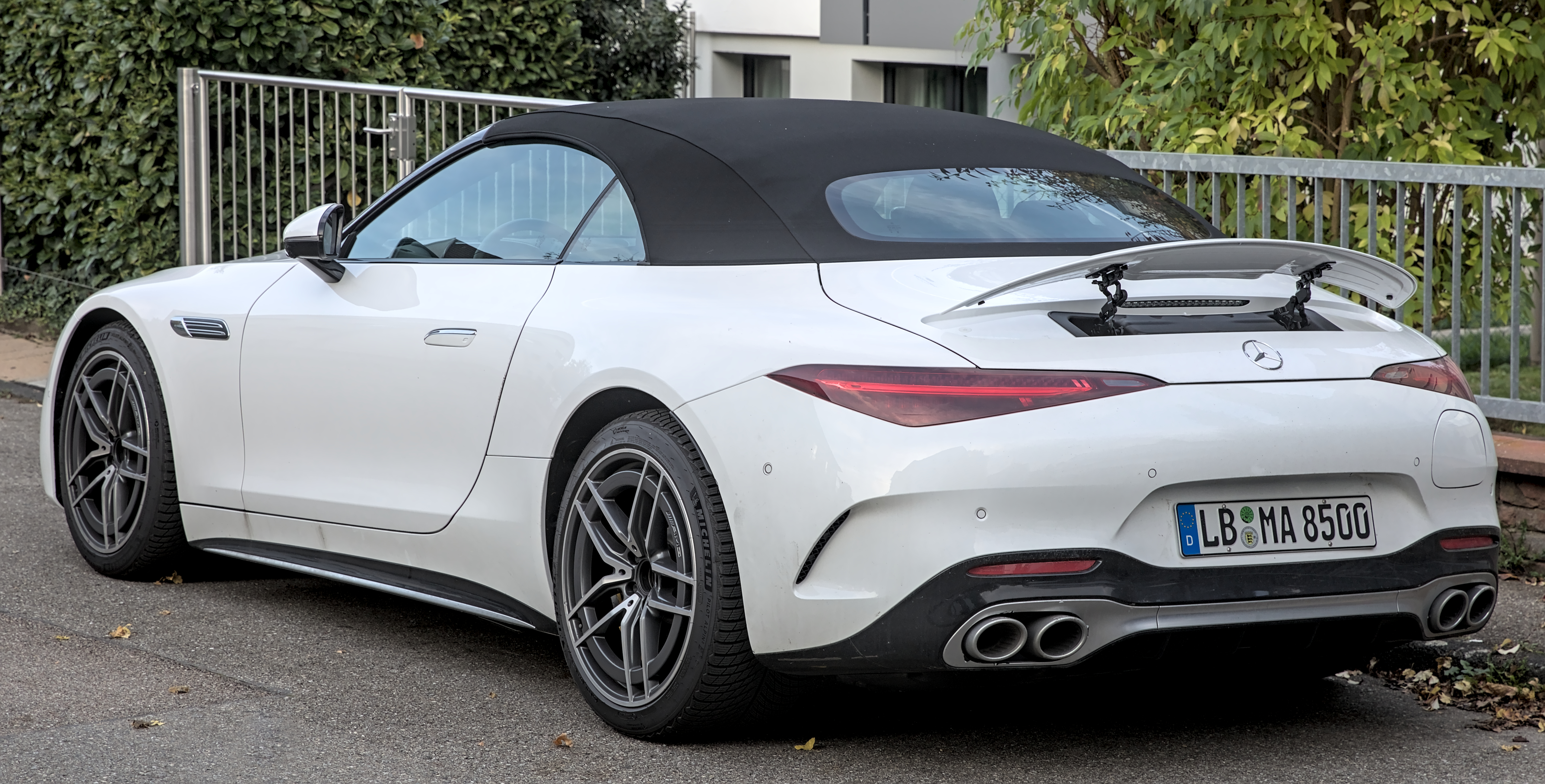
Mercedes-AMG SL (R232) – tył

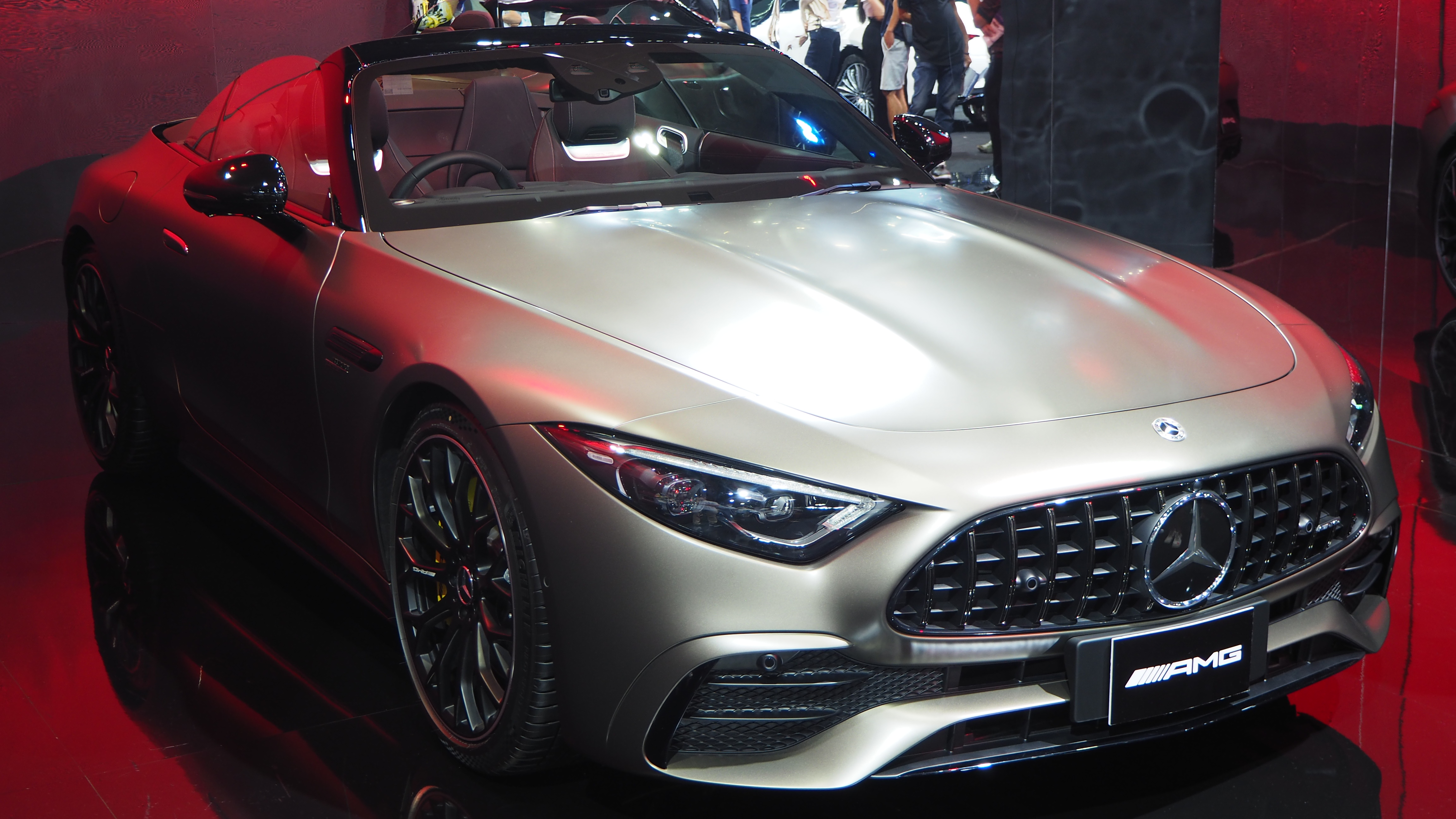
Mercedes-AMG SL 43 (R232)

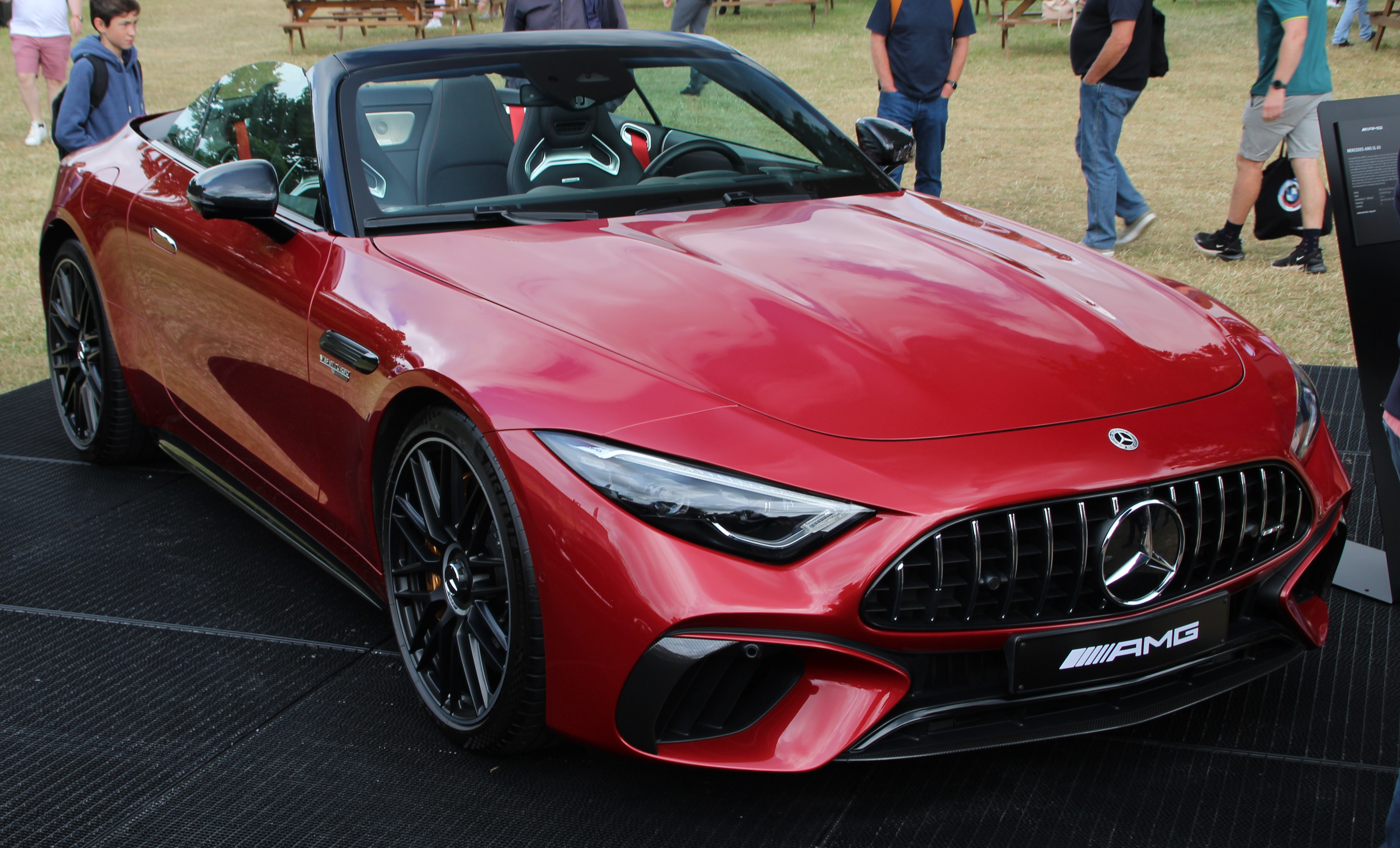
Mercedes-AMG SL 63 (R232)

Prace rozwojowe nad nową generacją modelu SL wkroczyły w zaawansowany etap na początku 2018 roku, gdy podczas marcowych targów Geneva Motor Show ówczesny prezes koncernu Daimler przedstawił pierwsze informacje, zdradzając, że tym razem konstruowaniem zajmuje się departament Mercedes-AMG. Finalny produkt miał swoją premierę 3 i pół roku później, z końcem października 2021 roku – ponad rok po zakończeniu produkcji modelu dotychczas noszącego nazwę "SL", produkowanego przez departament Mercedes-Benz. Poza SL-em, nowy model zastąpił także Mercedesa-AMG GT w wersji Roadster, a także Mercedesa-Benza klasy S Cabriolet.
Samochód przeszedł obszerną metamorfozą w stosunku do poprzednika, zamiast luksusowej charakterystyki stając się samochodem o bardziej sportowej specyfice nawiązującej do pierwszych modeli z serii SL z połowy XX wieku. Zyskał on bardziej agresywną stylistykę z dużą ilością ostrych linii, a także miękki składany dach zamiast dotychczas stosowanej konwencji twardego w stylu coupé-cabrioletu. Ponadto, po raz pierwszy od 1989 roku model noszący nazwę SL stał się samochodem 4-osobowym. Smukłe proporcje nadwozia podyktowane zostały pozyskaniem jak najlepszych właściwości aerodynamicznych – współczynnik oporu powietrza wyniósł 0,31, łącząc się z relatywnie niwielką masą nadwozia. Tę udało się zredukować dzięki wykorzystaniu mieszanki aluminium, stali i kompozytów.
Kabina pasażerska w pełnym zakresie przejęła estetykę wprowadzoną do użytku w 2020 roku przy okazji premiery nowej generacji flagowej Klasy S, zyskując masywny, położony pod kątem centralny ekran dotykowy o regulowanym nachyleniu wyposażony w system multimedialny MBUX. Dodatowo, kabinę pasażerską wykończono mieszanką skóry i włókna węglowego, wkomponowując w kokpit i boczki drzwi oświetlenie ambientowe.
Mercedes-AMG finalizując prace nad pierwszym w historii SL-em firmowanym własną submarką zdecydował wyposażyć się roadstera w napęd AWD, przewidując dwie podwójnie turbodoładowane 4-litrowe jednostki napędowe typu V8 w wariantach mocy 478 lub 585 KM. Opcjonalnie pojazd wyposażyć można także w aktywnie regulowany tylny spojler, a także skrętną tylną oś.

### Sprzedaż
Po niespełna dwóch latach przerwy w oferowaniu modelu z "SL" w nazwie, Mercedes-AMG SL trafił do oferty niemieckiej firmy na początku 2022 roku. Dostawy pierwszych egzemplarzy modelu oferowanego w ramach submarki Mercedes-AMG zaplanowane zostały na wiosnę 2022 roku.

### Silniki
- V8 4.0l SL 55 4Matic+ Biturbo 476 KM
- V8 4.0l SL 63 4Matic+ Biturbo 585 KM